# Amadeus (opera teatrale)
Amadeus è una pièce teatrale in due atti scritta da Peter Shaffer nel 1978, ispirata al testo teatrale di Mozart e Salieri, microdramma facente parte delle Piccole tragedie di Aleksandr Puškin.
Il dramma racconta il presunto tentativo, senza fondamento storico, del compositore italiano Antonio Salieri di distruggere la reputazione dell'odiato avversario Wolfgang Amadeus Mozart. Il titolo dell'opera di Shaffer è legato all'abitudine di Mozart di usare Amadeus come nome d'arte. D'altra parte, Amadeus non è altro che la latinizzazione di Theophilus, uno dei nomi con cui Mozart venne battezzato.

## Personaggi
- Wolfgang Amadeus Mozart, giovane musicista di Salisburgo
- Antonio Salieri, compositore di Corte
- Constanze Weber, moglie di Mozart
- Imperatore Giuseppe II d'Asburgo-Lorena
- Conte Franz Orsini-Rosenberg, Direttore dell'Opera Nazionale
- Barone Gottfried van Swieten, Prefetto della Biblioteca Nazionale e confratello massone di Mozart
- Conte Johann Kilian von Strack, Ciambellano dell'Imperatore
- Caterina Cavalieri, giovane soprano allieva di Salieri (personaggio muto)
- Kapelmeister Giuseppe Bonno (personaggio muto)
- Teresa Salieri, moglie di Antonio (personaggio muto)

## Trama

### Atto I
Il primo atto si apre con l'ingresso in scena dei due Venticelli. Questi strani personaggi intervengono a più riprese nel corso della storia per contestualizzare le diverse situazioni. Nella Vienna del 1823, Antonio Salieri, fino ad allora considerato il più famoso compositore d'Europa, si accusa di aver avvelenato Mozart.
Salieri si presenta al pubblico vecchio e costretto su una sedia a rotelle, e decide di raccontare la propria vita. Cresciuto a Legnago da una famiglia di mercanti, desiderò fin da giovanissimo studiare la musica e diventare un famoso musicista. Promise a Dio che avrebbe condotto una vita casta e che avrebbe celebrato la cristianità, se gli fosse stato possibile ottenere il successo. Il patto tra Salieri e Dio sembrava perfettamente rispettato da tutte e due le parti, almeno fino a quando il giovane Mozart fece il suo ingresso nel panorama musicale viennese nel 1781. Salieri, convinto che Mozart non fosse altro che uno dei tanti bambini prodigio destinati all'anonimato da adulti, si recò ad ascoltare uno dei suoi concerti. Ne uscì sotto shock: non solo la musica di Mozart aveva in sé qualcosa di sublime, di divino, ma colui che l'aveva composta era un uomo immaturo, volgare.
In breve tempo, Salieri subì una serie di ulteriori umiliazioni: la commissione dell'opera Il ratto dal serraglio, la relazione tra Mozart e Katherina Cavalieri (il giovane soprano allievo del maestro italiano della quale quest'ultimo si era invaghito), ed il crescente favore che il giovane talento di Salisburgo acquisisce negli ambienti influenti della Corte dell'Imperatore Giuseppe II.
Mozart, però, economicamente navigava in cattive acque e, spinto dalla giovane moglie Costanze Weber, fece domanda per dare lezioni alla nipote dell'Imperatore. La richiesta di Mozart non fu accettata subito, grazie all'ostruzionismo del Conte Orsini-Rosenberg, direttore dell'Opera Imperiale, e del Conte Von Strack. Mozart decise allora di chiedere aiuto a Salieri, che si mostrò all'apparenza ben disposto ad aiutare il giovane collega. Tra sé, il maestro italiano pensò di sfruttare a proprio vantaggio l'amicizia con Mozart per causarne più facilmente la rovina.
Quando Costanze gli portò gli originali di alcune composizioni del marito per sollecitare il favore del Compositore di Corte presso l'Imperatore, Salieri tentò di approfittare della moglie di Mozart: quando ebbe però modo di esaminare i brani di Mozart, restò stupefatto dalla loro perfezione. Sconvolto, risentito dal fatto che un talento di tali proporzioni spettasse ad un ometto volgare, congedò freddamente Costanze. Decise che avrebbe distrutto con ogni mezzo Mozart, in segno di sfida ad un Dio ingiusto e crudele, colpevole di averlo condannato ad essere un artista mediocre, capace soltanto di riconoscere la grandezza altrui.
A questo punto Salieri s'interrompe e si chiude il primo atto.

### Atto II
Salieri prosegue il suo racconto richiamando alla memoria gli eventi riguardanti l'allestimento de Le nozze di Figaro. L'opera che Mozart voleva rappresentare era in italiano, ma ciò non bastava a soddisfare il Conte Orsini-Rosemberg e Von Strack. 

La vicenda stessa raccontata nella storia di Beaumarchais era vista come una farsa socialmente pericolosa, tesa ad alimentare l'odio tra le diverse classi sociali. Mozart venne quindi convocato a palazzo dall'Imperatore e riuscì a convincerlo della validità di mettere in musica una storia di vita quotidiana, rinunciando almeno per una volta a opere di argomento mitologico.

Salieri decise dunque di fare presente ad Orsini-Rosemberg la presenza di un balletto (vietato da una precisa norma imperiale) alla fine del terzo atto di Figaro. Orsini-Rosemberg obbligò quindi Mozart a tagliare i brani del balletto. Infuriato, il giovane musicista di Salisburgo si recò da Salieri, che astutamente promise di perorare la sua causa di fronte all'Imperatore.
Giuseppe II decise di ripristinare il balletto e Mozart lo interpretò come segno d'amicizia da parte di Salieri. Il compositore italiano decise di assistere alla prima di Figaro: rimase incantato dalla musica di Mozart e riconobbe nelle sue melodie la " voce di Dio ". Risentito per la consapevolezza della propria sconfitta ed inferiorità, Salieri venne consolato dalla tiepida accoglienza dell'opera da parte del pubblico viennese. Quattro ore di musica erano eccessive per le orecchie della Corte Imperiale e dei viennesi.

Alla delicata situazione finanziaria Mozart vide aggiungersi la notizia della morte del padre Leopold, che ebbe i suoi effetti nella composizione di Don Giovanni. 
Ridotto praticamente sul lastrico e lasciato da Costanze, Mozart iniziò a lavorare a Il flauto magico per l'amico Schikaneder, impresario di un teatro popolare. Salieri ed il barone van Swieten parteciparono alla prima. Quest'ultimo, fino a quel momento grande estimatore di Mozart, s'infuriò per il simbolismo massonico presente nell'opera e si rifiutò di avere a che fare con Mozart in futuro. 

Anche Costanze, dopo aver dato alla luce il secondo figlio, abbandona Amadeus. Approfittando del fatto che ormai sia solo e completamente sul lastrico, Salieri si avvicina al musicista, il quale gli rivela di aver ricevuto la commissione per un Requiem da un misterioso personaggio mascherato e vestito di nero. Per condurlo alla pazzia, Salieri si traveste in questo modo e si presenta ripetutamente sotto casa sua. Sconvolto e ormai prossimo alla morte, Mozart non è più in grado di scrivere musica, così detta a Salieri le ultime battute del Requiem, ma muore prima di portarlo a termine.
Salieri conclude così il suo racconto, cercando di uccidersi dopo aver scritto una confessione in cui si accusa di aver avvelenato Mozart con l'arsenico. In questo modo almeno sarà per sempre ricordato come l'assassino di Mozart e otterrà l'immortalità; tuttavia irrompono in scena i suoi servitori per salvargli la vita. Salieri si rivolge quindi al pubblico e pronuncia la sua battuta finale, "Mediocri di tutto il mondo - ora e sempre - vi assolvo tutti. Amen".

## Rappresentazioni
La prima assoluta è stata nel 1979 al Royal National Theatre per la regia di Peter Hall con Paul Scofield (poi sostituito da Frank Finlay) nel ruolo di Antonio Salieri e Simon Callow in quello di Mozart.
Nel 1980 è andato in scena a New York, presso il Broadhurst Theatre con Ian McKellen (nelle repliche Frank Langella e Daniel Davis) come Salieri, Tim Curry (nelle repliche Peter Firth, John Pankow e Mark Hamill) come Mozart e Jane Seymour (attrice) come Constanze Weber (nelle repliche Amy Irving) arrivando a 1 181 recite e vincendo il Tony Award alla migliore opera teatrale 1981.
La prima italiana è stata il 12 gennaio 1982 presso il Teatro Argentina di Roma, regia di Giorgio Pressburger e scene di Nicola Rubertelli; con Aldo Reggiani (Mozart), Paolo Bonacelli (Salieri), Anna Bonaiuto (Constanze) e musiche dal vivo.
La prima francese ha debuttato il 26 gennaio 1982 al Théâtre Marigny di Parigi per la regia di Roman Polański, che interpretava anche la parte di Mozart e François Périer in quella di Salieri.
Dallo spettacolo è stato successivamente tratto l'omonimo film del 1984 diretto da Miloš Forman.
Dal 15 dicembre 1999 è andato in scena al Music Box Theatre di New York ancora con la regia di Hall con David Suchet come Salieri e Michael Sheen come Mozart e David McCallum come Giuseppe II d'Asburgo-Lorena, arrivando a 173 recite.